# أولغا أروسيفا

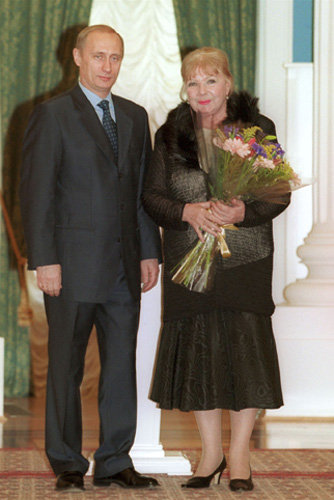
أروسيفا مع فلاديمير بوتن

أولغا أروسيفا (بالروسية: Ольга Александровна Аросева)‏ Olga Aroseva (و.21 ديسمبر 1925 في موسكو-ت. 13 أكتوبر 2013) هي ممثلة روسية.

## روابط خارجية
- أولغا أروسيفا على موقع IMDb (الإنجليزية)
- أولغا أروسيفا على موقع قاعدة بيانات الأفلام السويدية (السويدية)
- أولغا أروسيفا على موقع قاعدة بيانات الفيلم (الإنجليزية)